# Cyrtophora caudata
Cyrtophora caudata är en spindelart som beskrevs av Friedrich Wilhelm Bösenberg och Lenz 1895. Cyrtophora caudata ingår i släktet Cyrtophora och familjen hjulspindlar. Inga underarter finns listade i Catalogue of Life.